# جون كوين (كاتب)
جون كوين (بالإنجليزية: John Coyne)‏ هو كاتب أمريكي، ولد في 1937 في شيكاغو في الولايات المتحدة.

## وصلات خارجية
- الموقع الرسمي